# Ferdinando II. de’ Medici

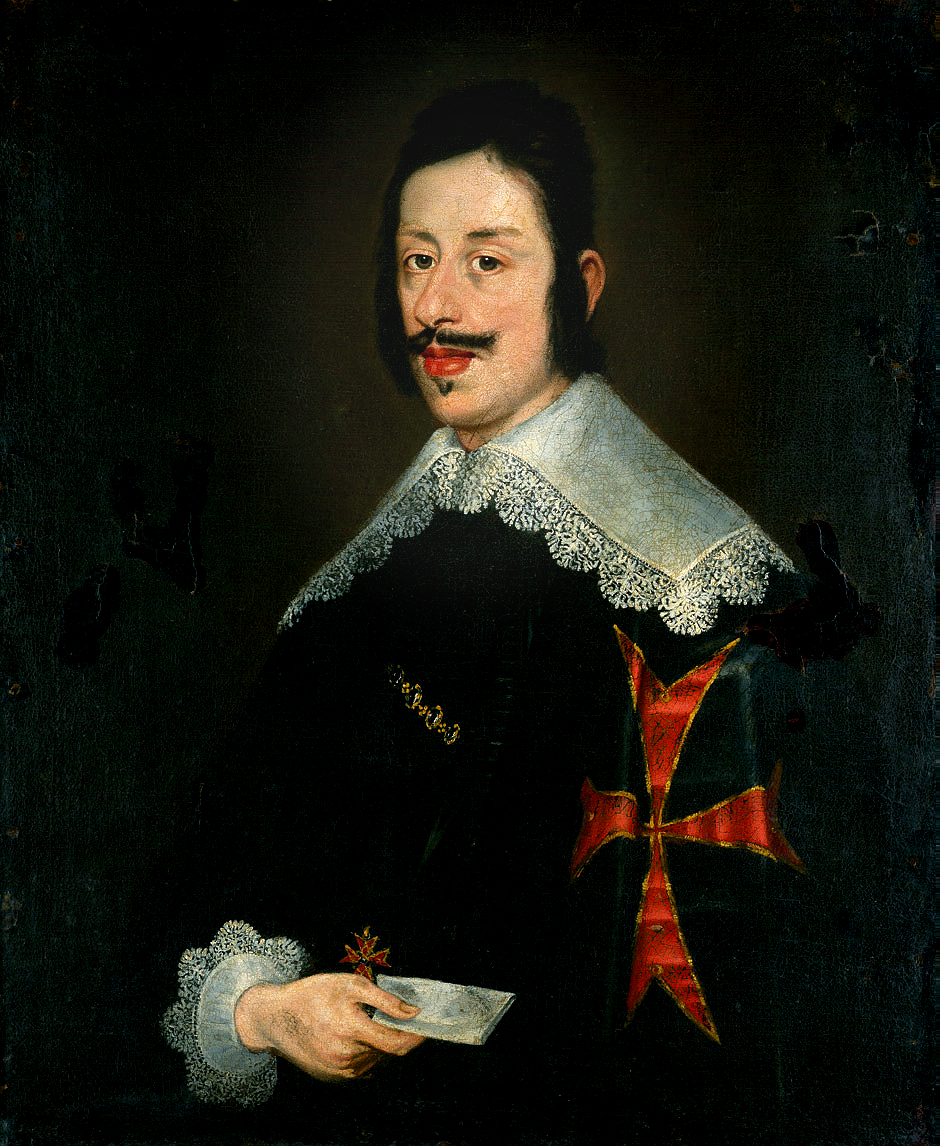
Ferdinando II. de’ Medici

Ferdinand II. (* 14. Juli 1610 im Palazzo Pitti in Florenz; † 23. Mai 1670 ebenda) war ein Großherzog von Toskana aus dem Hause der Medici.

## Leben
Ferdinand II. war der Sohn Cosimos II. und Enkel Ferdinands I. Er folgte 1621 als Zehnjähriger seinem Vater in der Regierung nach, wobei er unter Vormundschaft seiner Mutter, der Erzherzogin Maria Magdalena von Österreich, und seiner Großmutter Christine von Lothringen gestellt wurde, denen wiederum vier Räte beigesellt waren.
Er selbst übernahm 1628 die Regierung, geriet aber wieder in die Abhängigkeit von Spanien, die sein Großvater gebrochen hatte, und der Priesterschaft. Ferdinand II. konnte überhaupt in den vielfachen Wirren jener Zeit seine Selbständigkeit nach außen nicht behaupten und starb 1670, wegen seiner Milde und seiner Freundlichkeit von allen seinen Untertanen geliebt, obgleich seine Schwäche dem Land Wunden geschlagen hatte, die zu heilen es langer Zeit bedurfte.
Nachkommen aus seiner 1634 geschlossenen Ehe mit Vittoria della Rovere, der Letzten des Herzogshauses von Urbino, Della Rovere, das im 15./16. Jahrhundert zwei Päpste gestellt hatte:
1. Cosimo (*/† 1639)
2. Namenloser Sohn (1640)
3. Cosimo III. (1642–1723)
4. Francesco Maria (1660–1711)

Die Ehe war eher unglücklich, am Ende lebten die beiden getrennt in zwei entgegengesetzten Flügeln des Palazzo Pitti.